# Prestmoen
Prestmoen är en tätort i Stjørdals kommun i Trøndelag fylke i Norge. Orten ligger sydöst om Stjørdalshalsen.